# Flandern-Rundfahrt 1990
Die Flandern-Rundfahrt 1990 war die 74. Austragung der Flandern-Rundfahrt, eines eintägigen Straßenradrennens. Es wurde am 1. April 1990 über eine Distanz von 265 km ausgetragen.
Das Rennen wurde von Moreno Argentin vor Rudy Dhaenens und John Talen gewonnen.

## Teilnehmende Mannschaften
| Ariostea Lotto-Superclub Histor-Sigma La William-Saltos PDM-Concorde-Ultima R.M.O. | S.E.F.B.-Saxon-Gan Alfa Lum Panasonic-Sportlife Diana-Colnago-Animex TVM ONCE | Weinmann-SMM-Uster Z Isoglass-Garden Wood Del Tongo-Rex Buckler Castorama | Chateau d'Ax-Salotti Carrera Jeans-Vagabond 7 Eleven-Hoonved Helvetia-La Suisse Toshiba Frank-Toyo |

## Ergebnis
| Rang | Fahrer              | Team                 | Zeit       |
| ---- | ------------------- | -------------------- | ---------- |
| 1    | Moreno Argentin     | Ariostea             | 6h 47' 25" |
| 2    | Rudy Dhaenens       | PDM–Ultima–Concorde  | gl. Zeit   |
| 3    | John Talen          | Panasonic-Sportlife  | + 11"      |
| 4    | Carlo Bomans        | Weinmann-SMM-Uster   | gl. Zeit   |
| 5    | Maurizio Fondriest  | Del Tongo-Rex        | + 14"      |
| 6    | Jan Schur           | Chateau d’Ax–Salotti | + 23"      |
| 7    | Niki Rüttimann      | Helvetia-La Suisse   | gl. Zeit   |
| 8    | Claude Criquielion  | Lotto-Super Club     | + 37"      |
| 9    | Jean-Claude Colotti | RMO                  | gl. Zeit   |
| 10   | Franco Ballerini    | Del Tongo-Rex        | gl. Zeit   |